# 343/30
Il cannone navale da 13,5 pollici Mk I, conosciuto anche come cannone da 67 tonnellate, è stato un cannone di progettazione britannica dei primi anni del anni ottanta del XIX secolo, ed entrato in servizio alla fine dello stesso decennio.

## Versioni
Il cannone fu realizzato in quattro versioni, denominate rispettivamente Mk I, Mk II, Mk III e Mk IV; tutte lunghe 30 calibri, di costruzione e prestazioni simili. In totale furono realizzati 4 cannoni Mark I, 13 cannoni Mark II, 54 cannoni Mark III e 5 cannoni Mark IV.

## Italia
Il cannone, con la denominazione 343/30, nella Regia Marina costituì l'armamento principale delle tre corazzate della classe Re Umberto, per la quale l'Italia acquistò dodici di questi cannoni in sei complessi binati, con due impianti binati in ognuna delle tre unità navali.

## Servizio
Sia le unità navali britanniche che avevano come armamento principale questo cannone, sia le unità italiane della classe Re Umberto, vennero inviate a Creta durante un periodo di tensione tra la Grecia e l'Impero ottomano in seguito alla rivolta scoppiata nell'isola, che culminò nella guerra greco-turca.
Tra le unità della Royal Navy, l'unica tra quelle equipaggiate con questo cannone a prendere parte alla prima guerra mondiale fu la corazzata pre-dreadnought HMS Revenge, una delle sette navi della classe Royal Sovereign, che, radiata nel 1913, venne ricommissionata l'anno seguente per bombardare le coste delle Fiandre.
All'ingresso dell'Italia nella prima guerra mondiale, l'unica unità della Classe Re Umberto ancora in servizio attivo era la corazzata Sardegna, ormai obsoleta, che venne destinata a compiti secondari in quanto non in grado di partecipare confrontarsi con le corazzate avversarie più moderne; fu quindi destinata a rinforzare la difesa di Venezia, prendendo parte solamente a quattro missioni in Alto Adriatico.
Le altre due unità della classe, dopo già in disarmo prima dell'inizio della guerra, vennero ricomissionate allo scoppio del conflitto; la  Sicilia fu utilizzata per compiti secondari (nave deposito, nave caserma, pontone, nave officina), mentre la capoclasse Re Umberto dopo avere svolto inizialmente compiti di nave deposito e nave caserma, svolse il ruolo di batteria galleggiante.